# La terrazza
La terrazza is een Italiaanse dramafilm uit 1980 onder regie van Ettore Scola.

## Verhaal
Tijdens een soiree in Rome blijkt hoezeer de mannelijke kopstukken uit het culturele en maatschappelijke leven zijn vervreemd van hun idealen. De vrouwen daarentegen hebben hun greep op de werkelijkheid behouden. De jongeren kijken toe met een ironische blik.

## Rolverdeling
| Acteur                 | Personage          |
| ---------------------- | ------------------ |
| Vittorio Gassman       | Mario              |
| Ugo Tognazzi           | Amedeo             |
| Jean-Louis Trintignant | Enrico D'Orsi      |
| Marcello Mastroianni   | Luigi              |
| Stefania Sandrelli     | Giovanna           |
| Carla Gravina          | Carla              |
| Ombretta Colli         | Enza               |
| Galeazzo Benti         | Galeazzo           |
| Milena Vukotic         | Emanuela           |
| Stefano Satta Flores   | Tizzo              |
| Serge Reggiani         | Sergio             |
| Agenore Incrocci       | Vittorio           |
| Leonardo               | Gast               |
| Ugo Gregoretti         | Gast               |
| Venantino Venantini    | Gast               |
| Lucio Lombardo Radice  | Zichzelf           |
| Fausto Schermi         | Televisieregisseur |